# Isopimpinellina
Isopimpinellina  es un producto natural sintetizado por Umbelliferae (o Apiaceae), también conocida como la familia de la zanahoria o el perejil. Se puede encontrar en el apio, angelica de jardín, chirivía, las frutas y en la cáscara y la pulpa de las limas. Se han realizado varios estudios para investigar los efectos de la isopimpinellina y otras cumarinas naturales  (como bergamotina y la imperatorina ) como anticancerígenos.  Estos estudios han mostrado la posible inhibición de 7,12-dimetilbenz (a) antraceno, que son iniciadores de tumores de la piel. Las pruebas también se ha informado que une estos compuestos para la inhibición de los cánceres de mama.

## Biosíntesis
Isopimpinellina es una furocumarina pensado para ser sintetizado a través de la vía del mevalonato a través de la adición de pirofosfato de dimetilalilo ( DMAPP ) a un cumarato modificado conocido como umbeliferona. La biosíntesis se muestra a continuación: